# Хілоцьке міське поселення
Хіло́цьке міське поселення (рос. Хилокское городское поселение) — сільське поселення у складі Хілоцького району Забайкальського краю Росії.
Адміністративний центр — місто Хілок.

## Населення
Населення міського поселення становить 10551 особа (2019; 11616 у 2010, 11174 у 2002).

## Склад
До складу міського поселення входять:
| Населений пункт    | Населення, осіб (2002) | Населення, осіб (2010) |
| ------------------ | ---------------------- | ---------------------- |
| Жилкин Хутор, село | 13                     | 56                     |
| Сосновка, село     | 9                      | 21                     |
| Хілок, місто       | 11152                  | 11539                  |